# Funky Worm
Funky Worm – singel amerykańskiego zespołu Ohio Players z 1973 roku, który pojawił się na albumie Pleasure. Utwór w 1973 uplasował się na pierwszej pozycji listy przebojów US Billboard Best Selling Soul Singles oraz na piętnastym miejscu listy US Billboard Hot 100.

## Wpływ na muzykę
Solówka syntezatorowa pojawiająca się w utworze stała się popularnym samplem używanym w utworach hip-hopowych, zwłaszcza wyprodukowanych na Zachodnim Wybrzeżu Stanów Zjednoczonych. Piskliwy dźwięk wydawany przez instrument stał się trendem w samplingu utworów z podgatunku g-funk i pojawił się na utworach takich zespołów i wykonawców, jak m.in. N.W.A, Redmana, Dr. Dre, Above the Law, Snoop Dogga, czy Ice Cube’a.

## Utwór w kulturze popularnej
- Utwór pojawia się w fikcyjnej stacji radiowej Bounce FM w komputerowej grze Grand Theft Auto: San Andreas, a także w oficjalnej ścieżce dźwiękowej gry.
- Z okazji 44. rocznicy muzyki hip-hopowej, na stronie wyszukiwarki internetowej firmy Google pojawiło się dedykowane Doodle z interaktywną konsolą DJ, na której można było zagrać m.in. Funky Worm[4].
- Piosenkę można wybrać jako hymn gracza w sieciowej grze komputerowej Rocket League[5].

## Pozycje na listach przebojów
| Lista (1973)                           | Pozycja |
| -------------------------------------- | ------- |
| US Billboard Best Selling Soul Singles | 1       |
| US Billboard Hot 100                   | 15      |